# Herrschaft Blieskastel
Das Amt Blieskastel war ein Verwaltungs- und Gerichtsbezirk im Kurfürstentum Trier. Später war das Amt als reichsunmittelbare Herrschaft Blieskastel im Besitz der Familie von der Leyen.

## Geschichte

### Kurtrier
Die ehemalige Burg Blieskastel war Sitz der Grafen von Blieskastel, die 1237 ausstarben. Die Tochter des letzten Grafen, Elisabeth, stiftete 1234 das Kloster Gräfinthal. Burg und Herrschaft kamen an die Grafen von Salm, dann 1284 an Bischof Burkhard von Metz, der sie den von Finstingen versetzte. Seit 1337 gehörte Blieskastel zu Kurtrier.
Im 14. Jahrhundert entstand in Kurtrier eine Ämterorganisation. Kurfürst Balduin von Luxemburg bildete nach französischem Vorbild eine Ämterverwaltung. An der Spitze der Ämter stand nun ein Amtmann. Diese Ämterbildung war nicht ein einzelner Akt, sondern wurde in einer Vielzahl von einzelnen Schritten unter Berücksichtigung der lokalen Besonderheiten vorgenommen. Das Amt Blieskastel ist eines der 30 Ämter, die in der Amtszeit Balduins, urkundlich erwähnt werden. In der einer Aufstellung, die Kurfürst Johann II. von Baden 1498 beauftragt hatte, ist das Amt Blieskastel eines der damals 59 Ämter.
Unter den trierischen Amtmännern werden auch die Grafen von Veldenz genannt. 1440 übergab der Trierer Kurfürst Jakob I. die Hälfte der Grafschaft und das „Hungericht“ dem Ritter Friedrich von Loewenstein. 1522 wurde die Burg durch Franz von Sickingen in seiner Fehde mit dem Kurfürsten von Trier zerstört. 1553 wurde die Herrschaft von Blieskastel an die Grafen von Nassau-Saarbrücken verpfändet. Im Dreißigjährigen Krieg wurde Blieskastel entvölkert.

### Von der Leyen
Mit Vertrag vom 4. März 1660 erwarben die Reichsfreiherren von der Leyen, die seit 1456 in Blieskastel Besitzungen hatten, das kurtrierische Amt Blieskastel als trierisches Mannlehen und erbauten 1661–1676 an der Stelle der alten Burg ein neues Schloss. Kurfürst war damals Karl Kaspar von der Leyen, als Käufer trat sein Bruder Hugo Ernst von der Leyen († 1665) auf. Das Amt bestand zu diesem Zeitpunkt aus: Blieskastel, Habkirchen, Bebelsheim, Wittersheim, Erfftweiler, Würzbach, Ballweiler und der Hälfte von Raubenheim (die andere Hälfte war im Besitz derer von Elz).
Die Familie von der Leyen erwarb daneben viele weitere Besitzung rund um Blieskastel und erweiterte damit die Herrschaft Blieskastel erheblich. Am 8. Februar 1659 erwarben sie für 4100 oberrheinische Gulden von Claus Eberhard Bock von Bleßheim zu Gerstheim und dessen Ehefrau, einer geborenen Elz-Wecklingen, das Haus Wecklingen, die Hälfte von Ballweiler und die Dörfer Bisingen, Rubenheim und Oberwürzbach. Später erwarben von der Leyen die Besitzungen derer von Mauchenheim, von Helmstadt und von Häringen sowie die einst zur Grafschaft Sayn gehörende Vogtei St. Ingbert.
Am 22. September 1781 schloss Graf Philipp Franz von der Leyen mit dem Königreich Frankreich einen Grenzberichtigungsvertrag. Die von der Leyenschen Orte Welfferding, Rülching, Hannweiler, Wüstweiler, Freymengen und die Höfe Dietzweisel und Schweigen kamen als „Baronie de Welferding“ an Frankreich. Von der Leyen blieben dort Grundherren, verkauften die Baronie aber 1783 an den Comte de Vergennes Charles Gravier (frz. Außenminister von 1774 bis 1787). Im Gegenzug erhielten von der Leyen von Frankreich die Orte Klein-Blietersdorf, Auersmacher, Altheim und Neu-Altheim, Nieder-Gailbach mit dem Erzenthal, Uthweiler, Kloster Gräfinthal und die Meierei Oberkirch.
Am Ende des HRR umfasste die Herrschaft Blieskastel 38 Orte mit 11.000 Einwohnern. Von Blieskastel aus wurden auch noch die anderen von der Leyenschen Besitzungen der Umgebung verwaltet. Dem Oberamt Blieskastel unterstand neben der Herrschaft Blieskastel die Herrschaft Münchweiler als Pfalz-Zweibrückensches Lehen (7 Orte, 1450 Einwohner), die Herrschaft Otterbach als Lehen des Hochstiftes Speyer (2 Orte mit 400 Einwohnern) und die Herrschaft Oberkirchen (5 Orte mit 700 Einwohnern). Das ganze Oberamt zählte 52 Orte mit 13.550 Einwohnern und war den Grafen von der Leyen jährlich 120.000 Gulden Ertrag ab.
Mit der Einnahme des Linken Rheinufers durch französische Revolutionstruppen wurde das Amt nach 1794 aufgelöst. In der Franzosenzeit gehörte das Gebiet überwiegend zum Kanton Blieskastel im Arrondissement Saarbrücken im Saardepartement.

## Amtmänner
- Hans Sulger [1553]